# Ryan Camenzuli
Ryan Camenzuli (Birkirkara, 8 september 1994) is een Maltees voetballer die bij voorkeur als middenvelder speelt. Anno 2015 speelt hij voor Birkirkara FC.

## Interlandcarrière
Op 25 maart 2015 maakte Camenzuli zijn debuut voor het nationale elftal van Malta in een vriendschappelijke wedstrijd tegen Georgië.
| Interlands van Ryan Camenzuli voor Malta | Interlands van Ryan Camenzuli voor Malta | Interlands van Ryan Camenzuli voor Malta | Interlands van Ryan Camenzuli voor Malta | Interlands van Ryan Camenzuli voor Malta | Interlands van Ryan Camenzuli voor Malta |
| №                                        | Datum                                    | Wedstrijd                                | Uitslag                                  | Soort wedstrijd                          | Doelpunten                               |
| Als speler bij Birkirkara FC             | Als speler bij Birkirkara FC             | Als speler bij Birkirkara FC             | Als speler bij Birkirkara FC             | Als speler bij Birkirkara FC             | Als speler bij Birkirkara FC             |
| ---------------------------------------- | ---------------------------------------- | ---------------------------------------- | ---------------------------------------- | ---------------------------------------- | ---------------------------------------- |
| 1                                        | 25 maart 2015                            | Georgië – Malta                          | 2 – 0                                    | Vriendschappelijk                        | 0                                        |